# Kymatocalyx africanus
Kymatocalyx africanus là một loài rêu trong họ Cephaloziellaceae. Loài này được Váňa & Wigginton mô tả khoa học đầu tiên năm 1999.